# Atrichopogon clavator
Atrichopogon clavator är en tvåvingeart som beskrevs av Debenham 1973. Atrichopogon clavator ingår i släktet Atrichopogon och familjen svidknott. Inga underarter finns listade i Catalogue of Life.